# Villa Canales
Villa Canales es un Municipio del departamento de Guatemala en la República de Guatemala, forma parte de la Mancomunidad Gran Ciudad del Sur y se encuentra ubicado a 22 km al sur de Ciudad de Guatemala, por lo que colinda al norte con la misma y con el Municipio de Santa Catarina Pinula, al sur con los Departamentos de Escuintla y Santa Rosa al oeste con los Municipios de San Miguel Petapa y Amatitlán, y al este con Fraijanes. Actualmente el municipio forma parte de las 20 ciudades más importantes de Guatemala.

## Economía

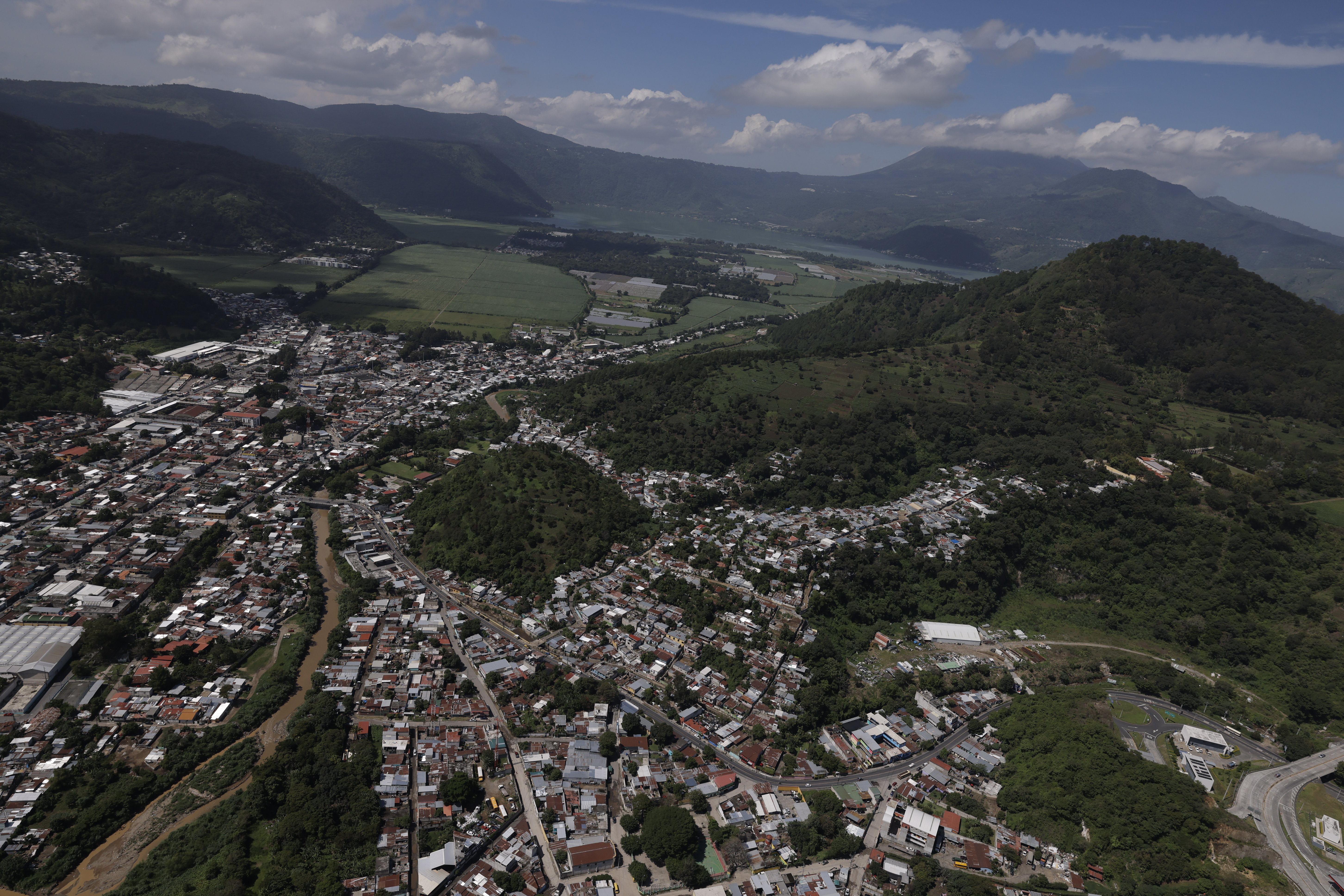
Vista aérea de la zona central de Villa Canales.

Sus actividades económicas principales son los cultivos de café, caña de azúcar y piña (razón por la cual estos elementos aparecen notablemente en el escudo del municipio). Además hay bastante industria dando muchos puestos de trabajo tales como Pegon, La Floresteria, Granja Avícola Rancho K, etc esta última proporcionando empleo a las comunidades del sur del municipio. Este municipio es el máximo productor de piña a nivel nacional, y de primera calidad debido a las tierras fertilizadas por el Volcán de Pacaya y su clima adecuado para la producción. Siendo en el área conocida como "El Jocotillo" y  " El Obrajuelo" donde se encuentran las mayores plantaciones. 
Pasó a ser uno de los principales municipios del Departamento de Guatemala, debido a su acelerado crecimiento y desarrollo, principalmente en el casco urbano en donde actualmente cuenta con varios edificios de importancia, tales como agencias bancarias, hospitales, centros comerciales, etc. Carreteras asfaltadas que atraviesan el municipio desde la capital hasta las líneas divisorias con Guanagazapa Escuintla

## Historia

### Época prehispánica
Villa Canales llamado Pueblo Viejo, durante la época colonial, es una comunidad formado por Santa Inés Petapa y San Miguel Petapa, asentada en la comunidad prehispánica de lengua poqoman. Pueblo Viejo correspondía al señorío del cacique Cashualam, como menciona Francisco de Fuentes y Guzmán en su recordación florida, en cual menciona: Queda asentado antes de ahora, como el lugar de San Miguel Petapa fue numerosísimo de pueblo, perteneciente al señorío del cacique Cashualam, uno de los señores que llamaron de las cuatro cabeceras y que como príncipe libre, no pagaba feudo ni reconocimiento a otro; y era casa linaje con que aparentaban los reyes k´iches , kaqchikeles y de Tz´ujiles.

### Época colonial: Convento y doctrina de los dominicos

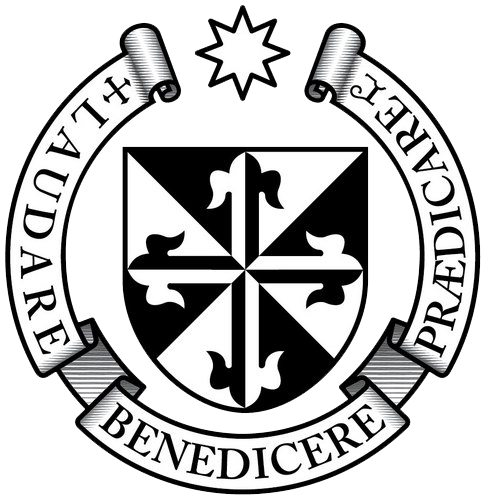
Escudo de la Orden de Predicadores.

Tras la Conquista de Guatemala, la Corona española se enfocó en la catequización de los indígenas. Las congregaciones fundadas por los misioneros reales en el Nuevo Mundo fueron llamadas «doctrinas de indios» o simplemente «doctrinas». Originalmente, los frailes tenían únicamente una misión temporal: enseñarle la fe católica a los indígenas, para luego dar paso a parroquias seculares como las establecidas en España; con este fin, los frailes debían haber enseñado los evangelios y el idioma español a los nativos. Ya cuando los indígenas estuvieran catequizados y hablaran español, podrían empezar a vivir en parroquias y a contribuir con el diezmo, como hacían los peninsulares..
Las doctrinas fueron fundadas a discreción de los frailes, ya que tenían libertad completa para establecer comunidades para catequizar a los indígenas, con la esperanza de que estas comunidades pasaran con el tiempo a la jurisdicción de una parroquia secular a la que se le pagaría el diezmo. En realidad, lo que ocurrió fue que las doctrinas crecieron sin control y nunca pasaron al control de parroquias; se formaron alrededor de una cabecera en donde tenían su monasterio permanente los frailes y de dicha cabecera salían a catequizar o visitar las aldeas y caseríos que pertenecían a la doctrina, y que se conocían como anexos, visitas o pueblos de visita. Así pues, las doctrinas tenían tres características principales:
1. eran independientes de controles externos (tanto civiles como eclesiásticos)
2. eran administradas por un grupo de frailes
3. tenían un número relativamente grande de anexos.[3]

La administración colectiva por parte del grupo de frailes eran la característica más importante de las doctrinas ya que garantizaba la continuación del sistema de la comunidad en caso falleciese uno de los dirigentes.
En la década de 1540, el obispo Francisco Marroquín dividió la administración del valle central de Guatemala entre los frailes de la Orden de Predicadores y los franciscanos, asignándole a los primeros el curato de Petapa, entre otros.   En 1638, los dominicos separaron a sus grandes doctrinas -que les representaban considerables ingresos- en grupos centrados en sus seis conventos, quedando Pueblo Viejo de Santa Inés Petapa bajo la jurisdicción del convento de Amatitlán:  Pero en 1754, en virtud de una Real Cédula parte de las Reformas Borbónicas, todos los curatos de las órdenes regulares fueron traspasados al clero secular.

### Época independiente: Departamento de Amatitlán

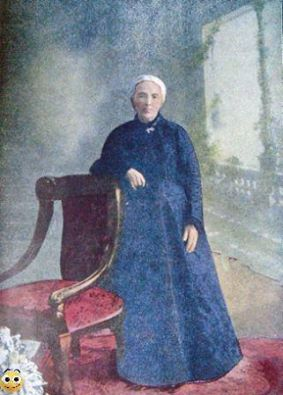
Joaquina Cabrera, madre del presidente Manuel Estrada Cabrera. El nombre de «San Joaquín Villa Canales» fue otorgado al municipio en 1915 en honor a la madre del presidente, a pesar de que ya estaba muerta y de que San Joaquín no existía en el santoral de la Iglesia católica.

Posteriormente, ya en el año de 1839 la asamblea constituyente del estado de Guatemala, decreta formar el distrito de amatitlán, formado por la ciudad de amatitlán, San Cristóbal, Palín, Villa Nueva, San Miguel y Santa Inés Petapa; así como todos los lugares cercanos a todas las comunidades. Por lo tanto: Pueblo viejo también se encontraba adscrito al distrito de Amatitlán. Posteriormente en 1866 Amatitlán pasó a ser departamento.
El 3 de junio de 1912 se formó el nuevo municipio de Pueblo Viejo; el 21 de agosto de 1915 la corporación municipal se reunió con el entonces presidente, licenciado Manuel Estrada Cabrera, para cambiar el nombre del municipio por el de «San Joaquín Villa Canales», en conmemoración del natalicio de la madre del presidente, Joaquina Cabrera quien había fallecido en 1908, pero a quien los aduladores del presidente guatemalteco seguían rindiendo honores como que si aún estuviera viva. Es más, el nombre San Joaquín, no existía en el santoral de la Iglesia Católica.
Hasta que Estrada Cabrera estuvo preso luego de su derrocamiento, el nuevo presidente, Carlos Herrera y Luna, emitió un acuerdo gubernativo, con fecha del 3 de mayo de 1920, que ordenó suprimir los nombres del dictador y de sus familiares de cualquier lugar que los tuvieran; de esta forma, el municipio pasó a llamarse simplemente «Villa Canales».
El departamento de Amatitlán fue suprimido por decreto legislativo 2081 del 29 de abril e 1935 durante el gobierno del general Jorge Ubico y Villa Canales pasó a la jurisdicción del Departamento de Guatemala.  El decreto legislativo 2081 textualmente dice: «Considerando que es conveniente para los intereses del país la supresión del departamento de Amatitlán, por tanto, decreta:
 Artículo 1.º: Se suprime el departamento de Amatitlán

Artículo 2.º: Los municipios de Amatitlán, Villa Nueva, San Miguel Petapa y Villa Canales quedan incorporados al de Guatemala y los de Palín y San Vicente Pacaya al de Escuintla.
 
Artículo 3.º:  El Ejecutivo dictará las medidas del caso para el cumplimiento, del presente decreto que entrará en vigor el 1.º de julio del corriente año».

## Clima
Según la Clasificación de Köppen, se caracteriza por dos tipos de climas en el municipio de Villa Canales:
Tropical de Sabana : está presente en la mayor parte del municipio, y no sobrepasan de la altitud media.
Templado Subhúmedo de Montaña : se presenta en las montañas de la Sierra de Canales, ubicado a lo largo del Noreste-Este y en el Norte del municipio. Se caracteriza por tener en la mayor parte del año temperaturas inferiores entre 10 y 15 °C, en especial en la temporada Seca, debido a que su altitud sobrepasa a los 1,350 m.s.n.m.
En todo el municipio las precipitaciones están marcadas en la temporada de lluvias (mayo-octubre), y no sobrepasan los 1300 mm anuales, donde los meses con más precipitaciones son junio y septiembre. Desde mediados de julio hasta parte de agosto, las precipitaciones disminuyen significativamente debido a un sistema de vientos secos llamada Capa de Aire Sahariana (conocido coloquialmente como Polvo del Sahara), una capa de aire seco y cubierta del polvo de arena provieniente del Desierto del Sahara que provoca que las precipitaciones disminuyan significaivamente en la temporada de lluvias. En esta etapa se le da el nombre de Canícula, y se da en toda Guatemala, aunque todo el municipio y en el centro y oriente del país sus efectos son muy notorios.
| Parámetros climáticos promedio de Villa Canales | Parámetros climáticos promedio de Villa Canales | Parámetros climáticos promedio de Villa Canales | Parámetros climáticos promedio de Villa Canales | Parámetros climáticos promedio de Villa Canales | Parámetros climáticos promedio de Villa Canales | Parámetros climáticos promedio de Villa Canales | Parámetros climáticos promedio de Villa Canales | Parámetros climáticos promedio de Villa Canales | Parámetros climáticos promedio de Villa Canales | Parámetros climáticos promedio de Villa Canales | Parámetros climáticos promedio de Villa Canales | Parámetros climáticos promedio de Villa Canales | Parámetros climáticos promedio de Villa Canales |
| Mes                                             | Ene.                                            | Feb.                                            | Mar.                                            | Abr.                                            | May.                                            | Jun.                                            | Jul.                                            | Ago.                                            | Sep.                                            | Oct.                                            | Nov.                                            | Dic.                                            | Anual                                           |
| ----------------------------------------------- | ----------------------------------------------- | ----------------------------------------------- | ----------------------------------------------- | ----------------------------------------------- | ----------------------------------------------- | ----------------------------------------------- | ----------------------------------------------- | ----------------------------------------------- | ----------------------------------------------- | ----------------------------------------------- | ----------------------------------------------- | ----------------------------------------------- | ----------------------------------------------- |
| Temp. máx. media (°C)                           | 25.8                                            | 27.0                                            | 28.2                                            | 28.5                                            | 28.2                                            | 26.4                                            | 26.6                                            | 26.6                                            | 26.0                                            | 26.0                                            | 25.4                                            | 25.4                                            | 26.7                                            |
| Temp. media (°C)                                | 19.9                                            | 20.7                                            | 21.7                                            | 22.5                                            | 22.6                                            | 21.7                                            | 21.8                                            | 21.6                                            | 21.4                                            | 21.2                                            | 20.3                                            | 19.9                                            | 21.3                                            |
| Temp. mín. media (°C)                           | 14.1                                            | 14.4                                            | 15.3                                            | 16.5                                            | 17.1                                            | 17.1                                            | 17.1                                            | 16.7                                            | 16.8                                            | 16.4                                            | 15.2                                            | 14.4                                            | 15.9                                            |
| Precipitación total (mm)                        | 1                                               | 2                                               | 4                                               | 26                                              | 130                                             | 254                                             | 226                                             | 195                                             | 242                                             | 137                                             | 20                                              | 5                                               | 1242                                            |
| Fuente: Climate-Data.org                        |                                                 |                                                 |                                                 |                                                 |                                                 |                                                 |                                                 |                                                 |                                                 |                                                 |                                                 |                                                 |                                                 |

## División Administrativa
Cuenta con 1 villa (Centro de Villa Canales), 14 aldeas y 45 caseríos, las cuales son:
| Subdivisión | Nombre |
| ----------- | --- |
| Aldeas      | - Boca del Monte - Chichimecas - Concepción Colmenas - Cumbre de San Nicolás - El Durazno - El Jocotillo - El Obrajuelo - El Porvenir - Los Dolores - Los Pocitos - El zapote - San José El Tablón - Santa Elena Barillas - Santa Rosita |
| Caseríos    | De Villa Canales Centro: - La Virgen - Pampumay - Punta de Ayala - San Eusebio - San José Orantes - El Arenal - El Zapote De aldea Chichimecas: - El Rustrián De aldea El Durazno: - Colmenitas - Parga De aldea El Jocotillo: - El Limón - La Cabaña - La Lagunilla - La Manzana - Las Mercedes - San Francisco Las Minas - San Rafael De aldea El Obrajuelo: - Meléndrez - Río Negro De aldea El Porvenir: - La Tambora - Las Manzanillas De aldea Los Dolores: - El Pericón - El Sitio - Las Escobas - Santa Isabel - Santa Leonarda De aldea Los Pocitos: - Las Parásitas - Rincón de Pacaya - El Pedrero - Las Manzanas - Las Huertas De aldea San José El Tablón: - Candelaria - Las Victorias - Tapacún De aldea Santa Elena Barillas: - El Capulín - El Chipilinar - Estanzuela - La Esperanza - La Unión - Las Delicias - Las Pozas - Los Llanos - Poza Del Zope - El Rincón - San Antonio - San Ignacio De aldea Santa Rosita: - El Rosario - San Cristóbal Buena Vista |

## Lugares Poblados
Villa Canales se posiciona como el undécimo municipio más poblado de Guatemala con un total de 155 422 habitantes hasta el Censo 2018 . El municipio alberga un total de 249 incluidos aldeas, asentamientos, colonias, fincas y villa . Entre los 15 lugares más poblados, vive el 65% de población canaleña.
A continuación un listado de los 15 lugares más poblados del municipio de Villa Canales:
| #             | Código        | Lugar                  | Tipo          | Población |
| ------------- | ------------- | ---------------------- | ------------- | --------- |
| 1             | 116013        | Boca del Monte         | Aldea         | 29 014    |
| 2             | 116073        | El Porvenir            | Aldea         | 20 019    |
| 3             | 116060        | El Jocotillo           | Aldea         | 8 677     |
| 4             | 116209        | Santa Elena Barillas   | Aldea         | 7 578     |
| 5             | 116001        | Villa Canales (Centro) | Villa         | 7 066     |
| 6             | 116036        | Colmenas               | Aldea         | 5 111     |
| 7             | 116034        | Chichimecas            | Aldea         | 4 739     |
| 8             | 116195        | San José El Tablón     | Aldea         | 4 049     |
| 9             | 116109        | La Línea               | Asentamiento  | 2 501     |
| 10            | 116205        | San Rafael             | Finca         | 2 500     |
| 11            | 116023        | Brisas del Valle       | Colonia       | 2 368     |
| 12            | 116080        | El Rosario             | Colonia       | 2 226     |
| 13            | 116069        | El Pericon             | Caserío       | 2 153     |
| 14            | 116213        | Santa Gertrudis        | Colonia       | 2 076     |
| 15            | 116146        | Los Pocitos            | Aldea         | 1 952     |
| Villa Canales | Villa Canales | Villa Canales          | Villa Canales | 155 422   |

## Ubicación geográfica
Se encuentra a una distancia de 22 km al sur de la Ciudad de Guatemala y está completamento rodeado por municipios del Departamento de Guatemala, excepto al Sur, en que limita con los municipios de Pueblo Nuevo Viñas y San Vicente Pacaya, de los departamentos de Santa Rosa y Escuintla, respectivamente.
|                                             | Norte: Ciudad de Guatemala                                                                        | Nordeste: Santa Catarina Pinula |
| Oeste: Petapa y Amatitlán Lago de Amatitlán |                                                                                                   | Este: Fraijanes                 |
|                                             | Sur: San Vicente Pacaya, municipio del departamento de Escuintla y Pueblo Nuevo Viñas, Santa Rosa |                                 |